# بوکس در المپیک تابستانی ۱۹۸۴

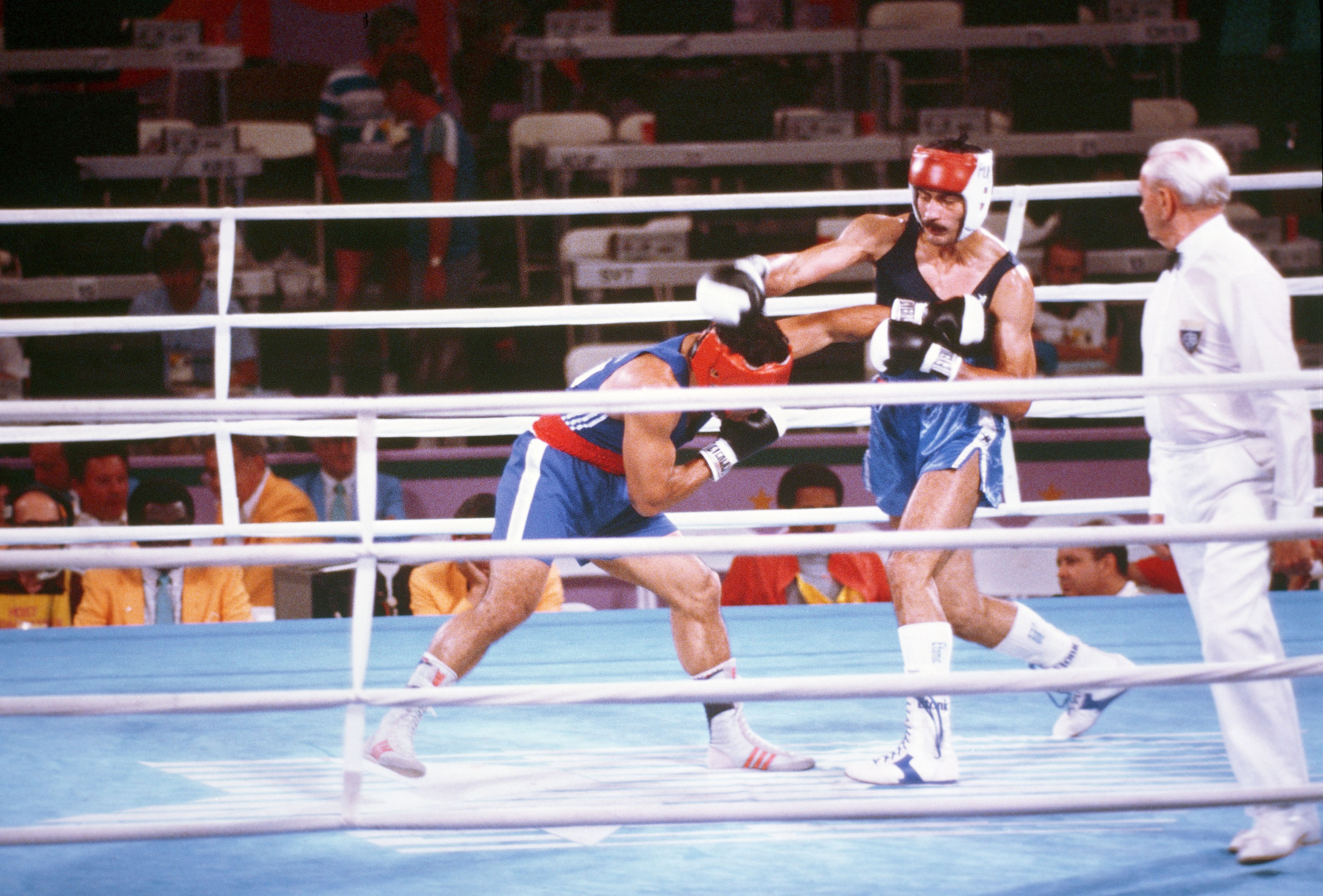
بوکس گونزالس و ریکو

مشت‌زنی در بازی‌های المپیک تابستانی ۱۹۸۴ نام رویداد ورزش مشت‌زنی در بازی‌های المپیک تابستانی بود که در سال ۱۹۸۴ برگزار شد. این مسابقات از ۲۹ ژوئیه تا ۱۱ اوت در لس آنجلس برگزار شد. این مسابقات از دوازده بخش مردانه انفرادی تشکیل شده بود.